# محمد علی عبود
محمد علی عبود (زادهٔ ۱ اکتبر ۲۰۰۰) بازیکن فوتبال اهل عراق است که در پست هافبک برای باشگاه فوتبال نیروی هوایی در لیگ برتر فوتبال عراق و تیم ملی فوتبال عراق بازی می‌کند.
وی همچنین در تیم‌های ملی فوتبال زیر ۱۷ سال عراق و عراق بازی کرده‌است.